# Toyota Raum
 (août 2011).
Si vous disposez d'ouvrages ou d'articles de référence ou si vous connaissez des sites web de qualité traitant du thème abordé ici, merci de compléter l'article en donnant les références utiles à sa vérifiabilité et en les liant à la section « Notes et références ».
Pour les articles homonymes, voir Raum (homonymie).
Le Raum est un monospace compact à 5 places, fabriqué par le constructeur japonais Toyota.
Il en est actuellement à sa deuxième génération et réalise sa carrière au Japon. Il n'est diffusé ni aux États-Unis, ni en Europe.

## Première génération (1997 - 2003)
Le Raum ("espace", en allemand) est lancé au Japon en mai 1997. Il sort peu après l'arrivée du Renault Scénic en Europe et évolue dans la même catégorie naissante de monospaces compacts.
Proposé en traction ou 4 roues motrices et doté d'un seul moteur essence, le Raum embarque 5 personnes à son bord et dispose de portes arrière coulissantes. Il coûte sensiblement le même prix que la Toyota bB (qui sortira en 2000), et 15 à 20 % moins cher que la Corolla Spacio, qui deviendra Corolla Verso en Europe.
Pour cette première génération, Toyota visait 3 000 ventes mensuelles. L'objectif sera nettement dépassé la première année puis atteint et maintenu les deux années suivantes. Les ventes déclineront ensuite jusqu'à son remplacement, avec à peine 13 000 exemplaires en 2001 et moins de 5 000 en 2002.

### Galerie

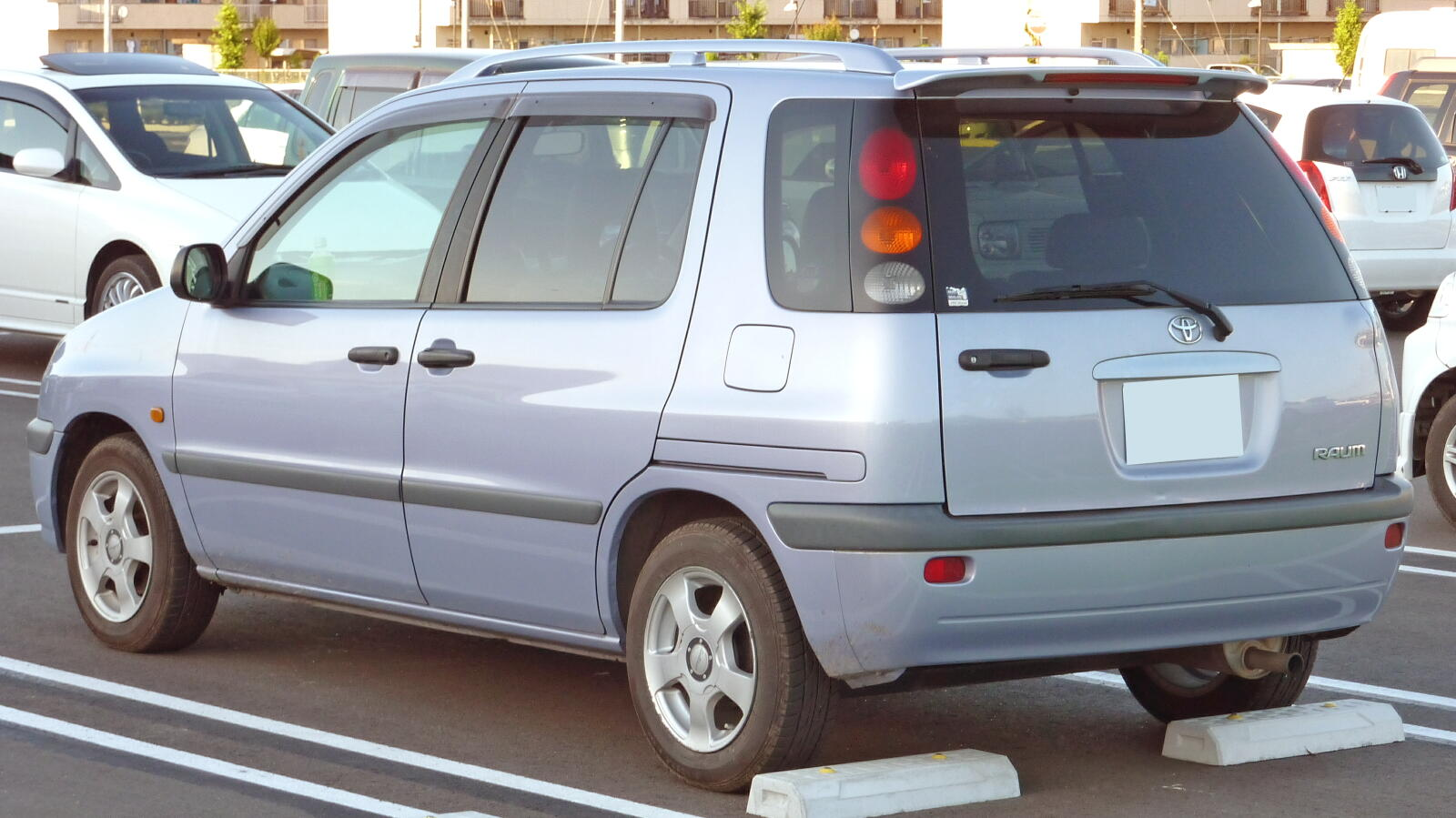
Toyota Raum I phase 1
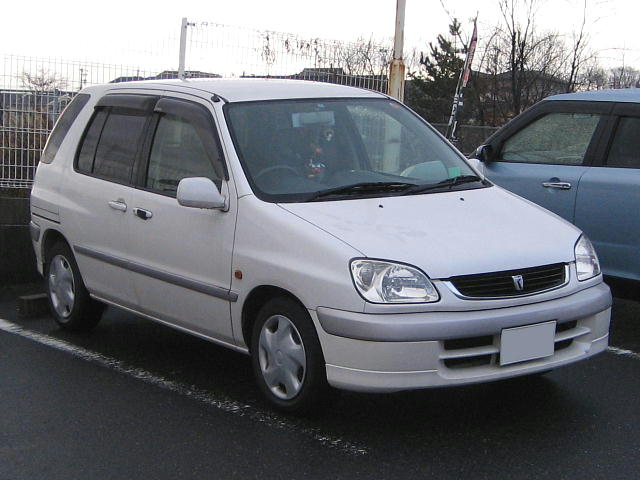
Toyota Raum I phase 2
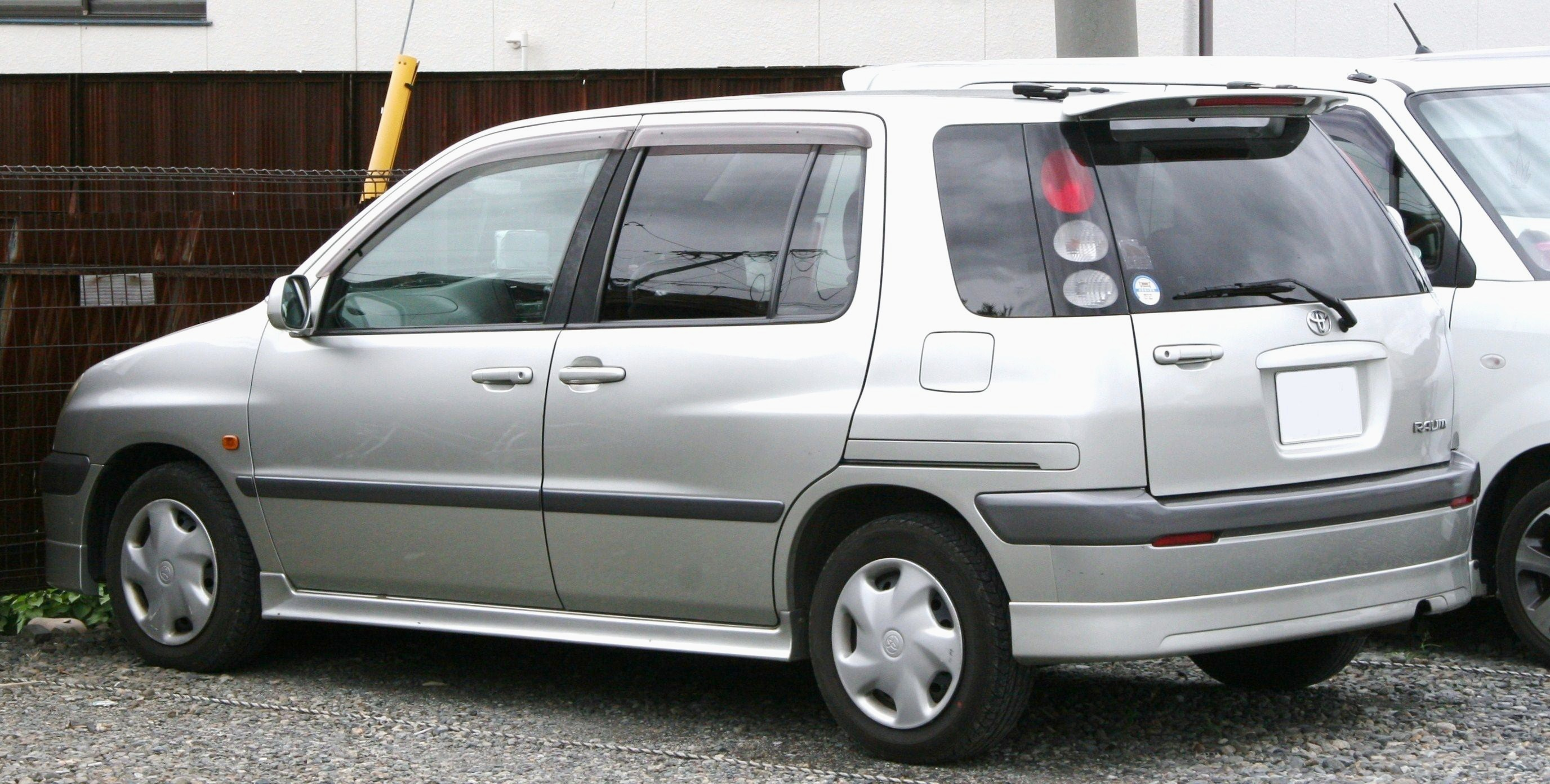
Toyota Raum I phase 2

## Deuxième génération (2003 - 2011)
C'est en mai 2003 que sort la deuxième génération de Raum. Le dessin est plus élégant et la petite familiale conserve ses portes arrière coulissantes. Le moteur, renouvelé, a gagné en puissance mais s'accouple toujours exclusivement à une boîte automatique à 4 vitesses. Comme précédemment, le Raum reste livrable en traction ou 4 roues motrices.

### Carrière
Confiant après l'honorable succès d'estime de la première génération de Raum, Toyota a relevé l'objectif pour cette deux édition et ne vise plus 3 000 mais 4 000 ventes mensuelles. Cette fois, l'objectif ne sera atteint que la première année : 38 577 ventes en 2003 (sur une année partielle), mais seulement 37 838 dès 2004. Puis la chute est régulière chaque année : à peine 24 000 en 2005, moins de 19 000 en 2006, pour tomber progressivement sous les 5 000 en 2010.
Le Raum termine donc sans éclat sa carrière. Il est vrai aussi que Toyota n'a pas fait l'effort de lui apporter des modifications durant sa désormais longue vie : pas d'évolution moteur, pas de développement de gamme.
La production de la deuxième génération de Raum a cessé en octobre 2011.